# Ralph Sandwich
Sir Ralph Sandwich (* um 1235; † zwischen 24. März und 20. August 1308) war ein englischer Richter. Als Unterstützer der Adelsrebellion diente er während des Zweiten Kriegs der Barone 1265 kurzzeitig als Keeper of the Great Seal. Nach dem Ende des Bürgerkriegs gelang es ihm, dass er vollständig von König Eduard I. rehabilitiert wurde. In der Folge diente er bis zu seinem Tod als ranghoher Richter und übernahm zahlreiche andere hohe Ämter. 

## Herkunft
Ralph Sandwich war ein jüngerer Sohn von Sir Simon of Sandwich († um 1270) und dessen Frau Gillian († vor 1255). Sein Vater gehörte der Gentry von Kent an und besaß Besitzungen bei Preston bei Wingham in Kent. Zu Ralphs Onkeln gehörte Henry of Sandwich, der 1262 Bischof von London wurde. 

## Rolle im Krieg der Barone
Die Familie Sandwich gehörte zu den Unterstützern der Adelsrebellion, die sich 1258 gegen die Herrschaft von König Heinrich III. gebildet hatte. Bischof Henry of Sandwich gehörte zu den führenden Bischöfen, die die von Simon de Montfort geführte Adelsopposition unterstützen. Diese hatte im offenen Zweiten Krieg der Barone 1264 die Truppen des Königs geschlagen, der daraufhin in die Gewalt der Rebellen geraten war. Zweifelsfrei durch den Einfluss seines Onkels wurde Ralph Sandwich Mitglied der neuen, von Montfort geführten Regierung. Vor September 1264 gehörte er zum Haushalt des Königs und wurde am 1. Januar 1265 zum Keeper of the Wardrobe ernannt. Damit übernahm er gewissermaßen die Aufsicht über den König, der nur noch formal englischer Herrscher war. Am 7. Mai 1265 übergab ihm der königliche Kanzler Thomas de Cantilupe das Großsiegel. Formal blieb Cantilupe aber Kanzler, so dass Sandwich nur als Keeper of the Great Seal diente. Er durfte das Siegel nur zur Beurkundung von Routineschreiben, ansonsten nur in Gegenwart von Peter de Montfort und von zwei weiteren Zeugen verwenden. Dennoch fand es der Chronist Thomas Wykes bemerkenswert, dass mit Sandwich ein Laie und kein Geistlicher mit der Führung des Großsiegels betraut worden war. Am 4. August 1265 wurde das Heer der Rebellen in der Schlacht von Evesham von Anhängern des Königs entscheidend geschlagen. Montfort fiel, und Sandwich geriet in der Schlacht in Gefangenschaft. Der wieder freigekommene König beschlagnahmte Sandwichs Besitzungen und vergab sie an Roger of Leybourne. Die Besitzungen von Sandwichs Vater bei Preston gingen an Leybournes Sohn William, der mit Sandwichs Nichte Juliana Sandwich verheiratet war.

## Wiederaufstieg im Dienst des Königs
Im November 1266 wurde Sandwich schließlich begnadigt, nachdem der königliche Kanzler Walter Giffard für ihn gebürgt hatte. In der Folge blieb Sandwich der Familie Leybourne weiter eng verbunden. 1272 diente er als Anwalt für Alianore, der Witwe von Roger of Leybourne, und 1276 diente er als ihr Testamentsvollstrecker. 1297 sollte er für den verbrecherischen Henry Leybourne, seinen Großneffen bürgen.
Als sein Onkel Bischof Henry of Sandwich im September 1273 starb, übernahm Sandwich die Verwaltung der Temporalien der Diözese London. Vermutlich war er bereits während des langen Exils seines Onkels mit der Verwaltung der Temporalien betraut gewesen. Zuvor war Sandwich auch Verwalter der Ländereien der Erzbischöfe von Canterbury gewesen. Im November 1273 wurde er beauftragt, die Abrechnungen des Constable des königlichen Dover Castle zu prüfen. 1274 wurde er eingeladen, an der Krönung von Eduard I. teilzunehmen. Dazu war er Mitglied in Gerichtsausschüssen in mehreren südenglischen Grafschaften. 1275 beauftragte ihn der König, Ansprüche gegen mehrere ehemalige Rebellen zu überprüfen. Eduard I. vertraute dem ehemaligen Rebellen bald voll und ganz und betraute ihn mit wichtigen Aufgaben und Ämtern. Sandwich gehörte nun regelmäßig dem königlichen Rat an, und als Eduard I. erstmals drei Verwalter für die königlichen Güter ernannte, wurde Sandwich im November 1275 die Verwaltung der Güter in Süd- und Westengland übertragen. Dieses Amt, das eine große Verantwortung bedeutete, nahm er mindestens bis 1282 wahr. Sandwich musste größere Bauarbeiten in Devizes, Banstead und Odiham überwachen, war für die Einkünfte verantwortlich, die allein zwischen 1277 und 1279 £ 7000 betrugen, und unternahm zahlreiche Reisen, um die Güter selbst zu inspizieren. Dazu diente er als Verwalter des Hafens von Dover, wo er für die Erhebung der Zölle verantwortlich war, als Verwalter des Forest of Dean und nach dem Tod von Erzbischof Robert Kilwardby 1278 war er bis 1279 Verwalter der Temporalien des Erzbistums Canterbury. 1280 wurde er beauftragt, für die Neuanlage der von Küstenerosion bedrohten Stadt Winchelsea die benötigten Ländereien zu erwerben. Als sich der König ab Februar 1278 längere Zeit in Kent aufhielt, diente Sandwich als Richter am Hofgericht. Zusammen mit anderen Richtern war er im Oktober 1278 in Westminster, als der schottische König Alexander III. dem englischen König Hommage leistete. Im September 1283 nahm er an dem nach Shrewsbury berufenen Parlament teil. Während der Abwesenheit des Königs durch den Feldzug nach Flandern 1297 gehörte Sandwich dem Regentschaftsrat an.

## Mayor of London und Constable of the Tower
Im Juni 1285 übernahm der König selbst die Verwaltung der City of London. Am 1. Juli ernannte er Sandwich als Warden zum obersten Verwalter der Stadt. Dazu wurde er am 10. September Constable of the Tower. Sandwich bezog ein Haus in Cornhill und war, abgesehen von zwei Unterbrechungen, bis 1293 Mayor von London. Sandwich erließ noch 1285 eine Reihe von Verordnungen für die Verwaltung der Stadt. Als Constable of the Tower, was Sandwich bis auf eine kurze Unterbrechung bis zu seinem Tod blieb, hielt er 1287 die Führer der jüdischen Gemeinde von London in Gewahrsam, dazu zahlreiche Waliser und Schotten, die als Rebellen gegen den König in Gefangenschaft geraten waren. Dazu übergab ihm der König 1288 einen Löwen und Leoparden, die er in der Gascogne geschenkt erhalten hatte, für die Menagerie des Towers. 1306 bat Sandwich den König um Erstattung der Kosten, die er Constable aufgewandt hatte, besonders um den Wiederaufbau der Kirche St Peter ad Vincula zwischen 1285 und 1287, sowie für die Kosten der Unterbringung der Gefangenen. Dazu bat er um die Zahlung seines Jahresgehalts von £ 100, das er nie erhalten hatte. Nach einer Untersuchung zahlte ihm der König angesichts seiner und seines Vaters Dienste schließlich £ 1750. 

## Dienst als königlicher Richter
Zwischen 1286 und 1307 hielt Sandwich jährlich Gerichtsverhandlungen am Newgate in London ab, wo besonders schwere Verbrecher nicht nur aus London, sondern aus ganz England verurteilt wurden. Da die Sheriffs einzelner Grafschaften sich weigerten, seine Urteile auszuführen, wurde 1303 der Eid, den neue Sheriffs leisten mussten, entsprechend geändert. Am 24. September 1289 ernannte ihn der König zum Vertreter des flüchtigen Chief Justice Thomas Weyland. Sandwich behielt dieses Amt, bis der König 1290 John of Mettingham zum neuen Chief Justice ernannte. Sandwich gehörte auch zu den Richtern, die 1305 William Wallace in Westminster Hall verurteilten. Neben seinen Tätigkeiten in London übernahm er auch in Kent mehrere Ämter. Dazu schüchterte er als gefürchteter Richter mehrmals Gegner des Königs ein. 1304 beauftragte ihn der König, einen Geistlichen, der im Auftrag des Papstes Gelder eintrieb, ohne Zeugen zu warnen, ihm das gesammelte Geld abzunehmen und ihn aus England zu verbannen. 
Sandwich wurde noch zur Krönung des neuen Königs Eduard II. am 8. Februar 1308 eingeladen. Am 24. März 1308 übergab er den Tower an John Cromwell, der die Witwe des jüngeren Roger Leybourne geheiratet hatte. Er starb vor dem 20. August 1308 und wurde in der Franziskanerkirche am Newgate beigesetzt.